# Lista de prêmios e indicações recebidos por Octavia Spencer
Esta é a lista de prêmios e indicações recebidos pela atriz, autora e produtora americana Octavia Spencer. Ela recebeu três indicações ao Óscar de Melhor Atriz Coadjuvante, incluindo uma vitória pelo filme The Help. Ela também recebeu três prêmios Screen Actors Guild Awards, três National Board of Review, dois Satellite Awards, dois Critics Choice Movie Awards, um Globo de Ouro e um BAFTA.
Spencer é a primeira atriz negra a receber duas indicações consecutivas ao Óscar em anos consecutivos, a primeira atriz negra a receber duas indicações ao Oscar após uma vitória, e está empatada com Viola Davis como a atriz negra mais indicada até agora.

## Prêmios principais

### Óscar
| Ano  | Nomeação           | Categoria                | Resultado | Ref. |
| ---- | ------------------ | ------------------------ | --------- | ---- |
| 2012 | The Help           | Melhor Atriz Coadjuvante | Venceu    |      |
| 2017 | Hidden Figures     | Melhor Atriz Coadjuvante | Indicada  |      |
| 2018 | The Shape of Water | Melhor Atriz Coadjuvante | Indicado  |      |

### British Academy of Film and Television Arts Awards
| Ano  | Nomeação           | Categoria                | Resultado | Ref. |
| ---- | ------------------ | ------------------------ | --------- | ---- |
| 2012 | The Help           | Melhor Atriz Coadjuvante | Venceu    |      |
| 2018 | The Shape of Water | Melhor Atriz Coadjuvante | Indicada  |      |

### Golden Globe Awards
| Year | Nominated work     | Category                          | Result   | Ref.  |
| ---- | ------------------ | --------------------------------- | -------- | ----- |
| 2012 | The Help           | Melhor Atriz Coadjuvante – Cinema | Venceu   |       |
| 2017 | Hidden Figures     | Melhor Atriz Coadjuvante – Cinema | Indicada |       |
| 2018 | The Shape of Water | Melhor Atriz Coadjuvante – Cinema | Indicada | [ 2 ] |

### Primetime Emmy Awards
| Ano  | Nomeação  | Categoria                               | Resultado | Ref.  |
| ---- | --------- | --------------------------------------- | --------- | ----- |
| 2020 | Self Made | Melhor Atriz em Minissérie ou Telefilme | Indicada  | [ 3 ] |

### Producers Guild of America Awards
| Ano  | Nomeação | Categoria         | Resultado | Ref. |
| ---- | -------- | ----------------- | --------- | ---- |
| 2020 | —        | Prêmio Visionário | Venceu    |      |

### Screen Actors Guild Awards
| Ano  | Nomeação       | Categoria                          | Resultado | Ref. |
| ---- | -------------- | ---------------------------------- | --------- | ---- |
| 2012 | The Help       | Melhor Atriz Coadjuvante em Cinema | Venceu    |      |
| 2012 | The Help       | Melhor Elenco em Cinema            | Venceu    |      |
| 2017 | Hidden Figures | Melhor Atriz Coadjuvante em Cinema | Indicada  |      |
| 2017 | Hidden Figures | Melhor Elenco em Cinema            | Venceu    |      |

## Outros prêmios e indicações

### African American Film Critics
| Ano  | Nomeação       | Categoria                | Resultado | Ref. |
| ---- | -------------- | ------------------------ | --------- | ---- |
| 2011 | The Help       | Melhor Atriz Coadjuvante | Venceu    |      |
| 2014 | Get on Up      | Melhor Elenco            | Venceu    |      |
| 2014 | Black or White | Melhor Atriz Coadjuvante | Venceu    |      |
| 2017 | Hidden Figures | Melhor Elenco            | Venceu    |      |

### Alliance of Women Film Journalists
| Ano  | Nomeação       | Categoria                | Resultado | Ref. |
| ---- | -------------- | ------------------------ | --------- | ---- |
| 2011 | The Help       | Melhor Atriz Coadjuvante | Venceu    |      |
| 2011 | The Help       | Melhor Elenco            | Indicado  |      |
| 2011 | The Help       | Momento Inesquecível     | Indicado  |      |
| 2016 | Hidden Figures | Melhor Atriz Coadjuvante | Indicado  |      |

### Australian Film Institute Awards
| Ano  | Nomeação          | Categoria                | Resultado | Ref. |
| ---- | ----------------- | ------------------------ | --------- | ---- |
| 2014 | Fruitvale Station | Melhor Atriz Coadjuvante | Indicado  |      |

### Award Circuit Community Award
| Ano  | Nomeação | Categoria                | Resultado | Ref. |
| ---- | -------- | ------------------------ | --------- | ---- |
| 2011 | The Help | Melhor Atriz Coadjuvante | Indicado  |      |
| 2011 | The Help | Melhor Elenco            | Venceu    |      |

### Black Film Critics Circle
| Ano  | Nomeação | Categoria                | Resultado | Ref. |
| ---- | -------- | ------------------------ | --------- | ---- |
| 2011 | The Help | Melhor Atriz Coadjuvante | Venceu    |      |
| 2011 | The Help | Melhor Elenco            | Venceu    |      |
| 2011 | The Help | Breakthrough Performance | Indicado  |      |

### Black Reel Awards
| Ano  | Nomeação                   | Categoria                              | Resultado | Ref. |
| ---- | -------------------------- | -------------------------------------- | --------- | ---- |
| 2012 | The Help                   | Melhor Atriz Coadjuvante               | Venceu    |      |
| 2012 | The Help                   | Melhor Breakthrough Performance        | Indicada  |      |
| 2013 | Smashed                    | Melhor Atriz Coadjuvante               | Indicada  |      |
| 2013 | Call Me Crazy: A Five Film | Melhor Atriz Coadjuvante em Minissérie | Venceu    |      |
| 2014 | Fruitvale Station          | Melhor Atriz Coadjuvante               | Indicada  |      |
| 2015 | Get on Up                  | Melhor Elenco                          | Indicado  |      |
| 2015 | Snowpiercer                | Melhor Atriz Coadjuvante               | Indicado  |      |
| 2017 | Hidden Figures             | Melhor Elenco                          | Indicada  |      |
| 2019 | The Shape of Water         | Melhor Atriz Coadjuvante               | Indicada  |      |
| 2020 | Luce                       | Melhor Atriz Coadjuvante               | Indicada  |      |

### Black Reel TV Awards
| Ano  | Nomeação  | Categoria                                       | Resultado | Ref.  |
| ---- | --------- | ----------------------------------------------- | --------- | ----- |
| 2020 | Self Made | Melhor Atriz em Minissérie ou Telefilme         | Pendente  | [ 4 ] |
| 2020 | Self Made | Melhor Minissérie ou Telefilme (como produtora) | Pendente  | [ 4 ] |

### Critics' Choice Awards
| Ano  | Nomeação           | Categoria                         | Resultado | Ref. |
| ---- | ------------------ | --------------------------------- | --------- | ---- |
| 2012 | The Help           | Melhor Atriz Coadjuvante em Filme | Venceu    |      |
| 2012 | The Help           | Melhor Elenco                     | Venceu    |      |
| 2016 | Hidden Figures     | Melhor Elenco                     | Indicada  |      |
| 2018 | The Shape of Water | Melhor Atriz Coadjuvante          | Indicada  |      |

### Gold Derby Award
| Ano  | Nomeação           | Categoria                               | Resultado | Ref. |
| ---- | ------------------ | --------------------------------------- | --------- | ---- |
| 2011 | The Help           | Atriz Coadjuvante do Ano                | Venceu    |      |
| 2011 | The Help           | Melhor Elenco do Ano                    | Venceu    |      |
| 2017 | Hidden Figures     | Melhor Elenco do Ano                    | Indicada  |      |
| 2018 | The Shape of Water | Melhor Elenco do Ano                    | Indicada  |      |
| 2018 | The Shape of Water | Melhor Atriz Coadjuvante                | Indicada  |      |
| 2020 | Self Made          | Melhor Atriz em Minissérie ou Telefilme | Indicada  |      |

### Independent Spirit Award
| Ano  | Nomeação | Categoria                | Resultado | Ref. |
| ---- | -------- | ------------------------ | --------- | ---- |
| 2019 | Luce     | Melhor Atriz Coadjuvante | Indicada  |      |

### NAACP Image Awards
| Year | Nominated work    | Category                                                  | Result   | Ref. |
| ---- | ----------------- | --------------------------------------------------------- | -------- | ---- |
| 2012 | The Help          | Melhor Atriz Coadjuvante em Cinema                        | Venceu   |      |
| 2014 | Fruitvale Station | Melhor Atriz Coadjuvante em Cinema                        | Indicada |      |
| 2015 | Get on Up         | Melhor Atriz Coadjuvante em Cinema                        | Indicada |      |
| 2017 | Hidden Figures    | Melhor Atriz Coadjuvante em Cinema                        | Indicada |      |
| 2018 | Gifted            | Melhor Atriz em Cinema                                    | Venceu   |      |
| 2020 | Luce              | Melhor Atriz Coadjuvante em Cinema                        | Indicada |      |
| 2020 | Truth Be Told     | Melhor Atriz em Telefilme, Minissérie ou Projeto Especial | Indicada |      |

### National Board of Review
| Ano  | Nomeação          | Categoria                | Resultado | Ref. |
| ---- | ----------------- | ------------------------ | --------- | ---- |
| 2011 | The Help          | Melhor Elenco            | Venceu    |      |
| 2013 | Fruitvale Station | Melhor Atriz Coadjuvante | Venceu    |      |
| 2016 | Hidden Figures    | Melhor Elenco            | Venceu    |      |

### Satellite Awards
| Ano  | Nomeação       | Categoria                                 | Resultado | Ref. |
| ---- | -------------- | ----------------------------------------- | --------- | ---- |
| 2011 | The Help       | Melhor Elenco em Cinema                   | Venceu    |      |
| 2011 | The Help       | Melhor Atriz Coadjuvante em Filme - Drama | Indicada  |      |
| 2017 | Hidden Figures | Melhor Elenco em Filme                    | Venceu    |      |
| 2017 | Hidden Figures | Melhor Atriz Coadjuvante em Filme         | Indicada  |      |

### Saturn Awards
| Ano  | Nomeação           | Categoria                | Resultado | Ref.  |
| ---- | ------------------ | ------------------------ | --------- | ----- |
| 2018 | The Shape of Water | Melhor Atriz Coadjuvante | Indicada  | [ 5 ] |
| 2019 | Ma                 | Melhor Atriz             | Indicada  | [ 6 ] |

## Critics awards
| Critics' Awards                                      | Critics' Awards                           | Critics' Awards                           | Critics' Awards                           | Critics' Awards                           |
| Ano                                                  | Nomeação                                  | Categoria                                 | Resultado                                 | Ref.                                      |
| African-American Film Critics Association            | African-American Film Critics Association | African-American Film Critics Association | African-American Film Critics Association | African-American Film Critics Association |
| ---------------------------------------------------- | ----------------------------------------- | ----------------------------------------- | ----------------------------------------- | ----------------------------------------- |
| 2017                                                 | Hidden Figures                            | Melhor Elenco                             | Venceu                                    |                                           |
| Austin Film Critics Association                      |                                           |                                           |                                           |                                           |
| 2018                                                 | The Shape of Water                        | Melhor Atriz Coadjuvante                  | Indicado                                  |                                           |
| Chicago Film Critics Association Awards              |                                           |                                           |                                           |                                           |
| 2011                                                 | The Help                                  | Melhor Atriz Coadjuvante                  | Indicado                                  |                                           |
| 2020                                                 | Luce                                      | Melhor Atriz Coadjuvante                  | Indicado                                  |                                           |
| Dallas-Fort Worth Film Critics Association Awards    |                                           |                                           |                                           |                                           |
| 2011                                                 | The Help                                  | Melhor Atriz Coadjuvante                  | Indicado                                  |                                           |
| 2017                                                 | The Shape of Water                        | Melhor Atriz Coadjuvante                  | Indicado                                  |                                           |
| Denver Film Critics Society                          |                                           |                                           |                                           |                                           |
| 2013                                                 | Fruitvale Station                         | Melhor Atriz Coadjuvante                  | Indicado                                  |                                           |
| 2016                                                 | Hidden Figures                            | Melhor Atriz Coadjuvante                  | Indicado                                  |                                           |
| Detroit Film Critics Society Awards                  |                                           |                                           |                                           |                                           |
| 2011                                                 | The Help                                  | Melhor Atriz Coadjuvante                  | Indicado                                  |                                           |
| 2011                                                 | The Help                                  | Melhor Elenco                             | Indicado                                  |                                           |
| Florida Film Critics Circle Awards                   |                                           |                                           |                                           |                                           |
| 2016                                                 | Hidden Figures                            | Melhor Atriz Coadjuvante                  | Indicado                                  |                                           |
| 2017                                                 | The Shape of Water                        | Melhor Elenco                             | Indicado                                  |                                           |
| Hawaii Film Critics Society                          |                                           |                                           |                                           |                                           |
| 2016                                                 | Hidden Figures                            | Melhor Atriz Coadjuvante                  | Indicado                                  |                                           |
| 2018                                                 | The Shape of Water                        | Melhor Atriz Coadjuvante                  | Indicado                                  |                                           |
| Hollywood Film Festival                              |                                           |                                           |                                           |                                           |
| 2011                                                 | The Help                                  | Melhor Elenco                             | Venceu                                    |                                           |
| Houston Film Critics Society                         |                                           |                                           |                                           |                                           |
| 2011                                                 | The Help                                  | Melhor Atriz Coadjuvante                  | Indicado                                  |                                           |
| 2013                                                 | Fruitvale Station                         | Melhor Atriz Coadjuvante                  | Indicado                                  |                                           |
| 2016                                                 | Hidden Figures                            | Melhor Atriz Coadjuvante                  | Indicado                                  |                                           |
| 2017                                                 | The Shape of Water                        | Melhor Atriz Coadjuvante                  | Indicado                                  |                                           |
| Las Vegas Film Critics Society Award                 |                                           |                                           |                                           |                                           |
| 2011                                                 | The Help                                  | Melhor Atriz Coadjuvante                  | Indicado                                  |                                           |
| 2016                                                 | Hidden Figures                            | Melhor Atriz Coadjuvante                  | Indicado                                  |                                           |
| 2016                                                 | Hidden Figures                            | Melhor Elenco                             | Venceu                                    |                                           |
| London Film Critics Circle Awards                    |                                           |                                           |                                           |                                           |
| 2011                                                 | The Help                                  | Melhor Atriz Coadjuvante                  | Indicado                                  |                                           |
| Los Angeles Online Film Critics Society              |                                           |                                           |                                           |                                           |
| 2017                                                 | The Shape of Water                        | Melhor Atriz Coadjuvante                  | Indicado                                  |                                           |
| MTV Movie & TV Awards                                |                                           |                                           |                                           |                                           |
| 2011                                                 | The Help                                  | Best On-Screen Duo                        | Indicado                                  |                                           |
| North Texas Film Critics Association Awards          |                                           |                                           |                                           |                                           |
| 2011                                                 | The Help                                  | Melhor Atriz Coadjuvante                  | Venceu                                    |                                           |
| 2016                                                 | Hidden Figures                            | Melhor Atriz Coadjuvante                  | Indicado                                  |                                           |
| 2017                                                 | The Shape of Water                        | Melhor Atriz Coadjuvante                  | Indicado                                  |                                           |
| Oklahoma Film Critics Circle Awards                  |                                           |                                           |                                           |                                           |
| 2011                                                 | The Help                                  | Melhor Atriz Coadjuvante                  | Venceu                                    |                                           |
| Online Film & Television Association Awards          |                                           |                                           |                                           |                                           |
| 2016                                                 | Hidden Figures                            | Melhor Atriz Coadjuvante                  | Indicado                                  |                                           |
| 2020                                                 | Self Made                                 | Melhor Atriz em Minissérie ou Telefilme   | Indicado                                  |                                           |
| Online Film Critics Society Awards                   |                                           |                                           |                                           |                                           |
| 2016                                                 | Hidden Figures                            | Melhor Atriz Coadjuvante                  | Indicado                                  |                                           |
| 2017                                                 | The Shape of Water                        | Best Ensemble                             | Indicado                                  |                                           |
| Palm Springs International Film Festival             |                                           |                                           |                                           |                                           |
| 2011                                                 | The Help                                  | Breakthrough Performance                  | Venceu                                    |                                           |
| 2016                                                 | Hidden Figures                            | Ensemble Performance                      | Venceu                                    |                                           |
| Phoenix Critics Circle Award                         |                                           |                                           |                                           |                                           |
| 2017                                                 | The Shape of Water                        | Melhor Atriz Coadjuvante                  | Indicado                                  |                                           |
| Phoenix Film Critics Society Award                   |                                           |                                           |                                           |                                           |
| 2011                                                 | The Help                                  | Melhor Atriz Coadjuvante                  | Indicado                                  |                                           |
| San Diego Film Critics Society Awards                |                                           |                                           |                                           |                                           |
| 2011                                                 | The Help                                  | Melhor Elenco                             | Indicado                                  |                                           |
| 2016                                                 | Hidden Figures                            | Melhor Elenco                             | Venceu                                    |                                           |
| 2020                                                 | Luce                                      | Melhor Atriz Coadjuvante                  | Indicado                                  |                                           |
| San Francisco Film Critics Circle Awards             |                                           |                                           |                                           |                                           |
| 2013                                                 | Fruitvale Station                         | Melhor Atriz Coadjuvante                  | Indicado                                  |                                           |
| Southeastern Film Critics Association Awards         |                                           |                                           |                                           |                                           |
| 2011                                                 | The Help                                  | Melhor Elenco                             | Venceu                                    |                                           |
| St. Louis Gateway Film Critics Association           |                                           |                                           |                                           |                                           |
| 2011                                                 | The Help                                  | Melhor Atriz Coadjuvante                  | Indicado                                  |                                           |
| 2017                                                 | The Shape of Water                        | Melhor Atriz Coadjuvante                  | Indicado                                  |                                           |
| Washington D.C. Area Film Critics Association Awards |                                           |                                           |                                           |                                           |
| 2011                                                 | The Help                                  | Melhor Atriz Coadjuvante                  | Venceu                                    |                                           |
| 2011                                                 | The Help                                  | Melhor Elenco                             | Indicado                                  |                                           |
| 2013                                                 | Fruitvale Station                         | Melhor Elenco                             | Indicado                                  |                                           |
| 2013                                                 | Fruitvale Station                         | Melhor Atriz Coadjuvante                  | Indicado                                  |                                           |
| Women Film Critics Circle Awards                     |                                           |                                           |                                           |                                           |
| 2011                                                 | The Help                                  | Melhor Elenco                             | Indicado                                  |                                           |
| 2016                                                 | Hidden Figures                            | Melhor Elenco                             | Venceu                                    |                                           |